# Fuente China
La Fuente China es una fuente monumental instalada en el Parque de la Exposición de Lima (Perú), obra de los italianos Gaetano Moretti, Ettore Graziosi y Valmore Gemignani e inaugurada en 1924.

## Descripción
La obra tiene en la parte superior una escultura en mármol, obra del escultor italiano Valmore Gemignani, con tres personajes que representa la fraternidad de las razas humanas, la blanca, la amarilla y la negra, por lo que también se le denomina Fuente de las Tres Razas. A los costados se sitúan dos alegorías que representan a los ríos Amazonas y Amarillo, hechas en bronce por el escultor Ettore Graziosi. También se aprecian cuatro representaciones de la Estela de Raimondi de la cultura chavín.

## Historia

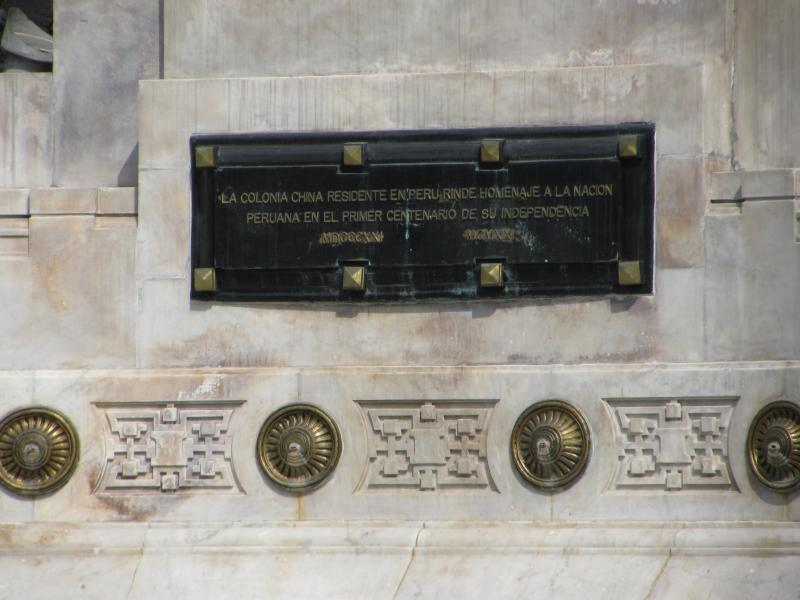
Placa de inauguración en la fuente.

En 1921, durante el Oncenio de Leguía se celebró el Centenario de la Independencia del Perú y muchas colonias de residentes extranjeros decidieron otorgar obsequios en forma de monumentos al Estado Peruano. La colonia china se sumó creando un comité promotor liderado por Santiago Escudero Whu y Aurelio Pow San, importantes comerciantes y hacendados de origen chino. El regalo elegido fue una fuente monumental diseñada por el arquitecto Gaetano Moretti. La obra se ejecutó en Italia, en el taller de Ettore Genovesi.
La primera piedra fue colocada en 1921 en el espacio ocupado anteriormente por el denominado «Kiosko de las Palmeras». La fuente se inauguró el 28 de julio de 1924.